# District du Val-de-Travers
Le district du Val-de-Travers est un ancien district suisse, situé dans le canton de Neuchâtel. Il comptait 3 communes.

## Histoire
Dans le cadre de la réforme des institutions cantonales adoptée par référendum le 24 septembre 2017, et l'instauration d'une circonscription électorale unique, le district est supprimé le 1er janvier 2018 ; son rôle de découpage statistique est repris par la région Val-de-Travers, établie sur le même périmètre,,.

## Communes
Voici la liste des communes qui composaient le district avec, pour chacune d'entre elles, sa population.
| Nom              | N° OFS | Population (décembre 2022) |
| ---------------- | ------ | -------------------------- |
| La Côte-aux-Fées | 6504   | +000491,                   |
| Les Verrières    | 6511   | +000652,                   |
| Val-de-Travers   | 6512   | +010 558,                  |
| Total            | Total  | +011 898,                  |

## Anciennes communes
Jusqu'au 31 décembre 2008, le Val-de-Travers était composé des 11 communes suivantes :
| Nom de la commune  | Population (au 31.12.2007) | Population max. (année) | Superficie en ha |
| ------------------ | -------------------------- | ----------------------- | ---------------- |
| Boveresse          | 392                        | 577 (1900)              | 1 290            |
| Buttes             | 601                        | 1 436 (1870)            | 1 820            |
| Couvet             | 2 755                      | 2 900 (1950)            | 1 641            |
| Fleurier           | 3 518                      | 4 300 (1960)            | 774              |
| La Côte-aux-Fées   | 469                        | 1 096 (1900)            | 1 285            |
| Les Bayards        | 369                        | 1 020 (1880)            | 1 915            |
| Les Verrières      | 669                        | 1 838 (1888)            | 2 868            |
| Môtiers (NE)       | 825                        | 1 043 (1900)            | 642              |
| Noiraigue          | 506                        | 954 (1900)              | 638              |
| Saint-Sulpice (NE) | 644                        | 1 243 (1900)            | 1 309            |
| Travers            | 1 226                      | 2 152 (1900)            | 2 465            |

La population maximale permet de mesurer le déclin démographique qu'a connu la région durant le XXe siècle, du moins jusqu'aux années 1980.

## Curiosités

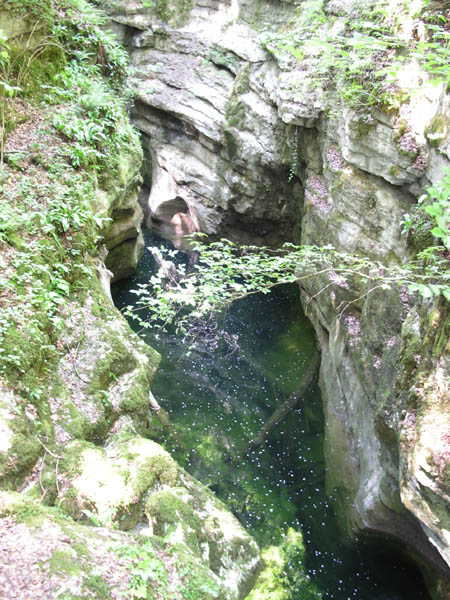
Gorges de l'Areuse

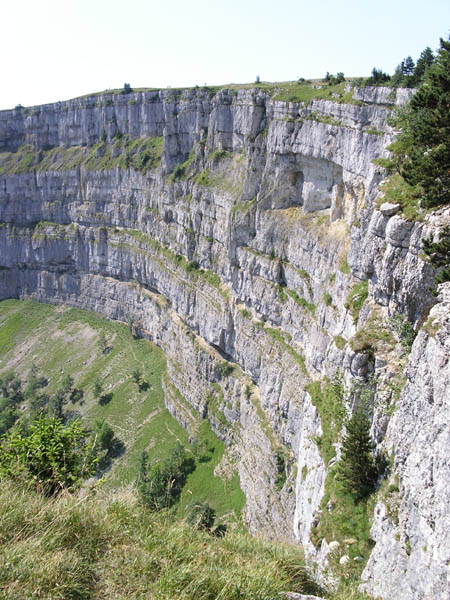
Creux-du-Van

- Les gorges de l'Areuse. Avec ses 25 kilomètres, l'Areuse est la plus longue rivière entièrement neuchâteloise, elle prend sa source à Saint Sulpice et va se jeter dans le lac de Neuchâtel. Ses eaux proviennent d'une part du vallon des Verrières et, d'autre part, de la vallée de la Brévine par les emposieus (entonnoirs naturels qui récupèrent les eaux du lac des Taillères).
- Le Val-de-Travers est le berceau de l'absinthe. Plus particulièrement, elle fut élaborée à Couvet, et le village de Boveresse y consacre annuellement une fête. Un centre d’interprétation, la maison de l'absinthe[6] a été inauguré au mois de juillet 2014 à Môtiers[7].
- Les mines d'asphalte[8] de Travers sont une curiosité appréciée des touristes. Les mines ont été créées par un médecin grec : Eirini d'Eyrinis. En XIXe siècle elles passent en mains anglaises sous le nom de la « Neuchâtel Asphalte Company Limited ». Les mines de la Presta ont fonctionné de 1712 à 1986. Les galeries et couloirs atteignaient 100 kilomètres
- Le Creux-du-Van est un impressionnant « monument » naturel. Il est né du travail d’érosion de l’eau et de la glace et mesure plus d’un kilomètre de diamètre. Le mur atteint une hauteur d’environ 200 mètres. Il appartient à une vaste réserve naturelle, créé en 1960 : la plus grande du canton (1000 hectares).
- Jean-Jacques Rousseau a passé trois années de sa vie, entre 1762 et 1765, à Môtiers.
- Prix Nobel : Le Val-de-Travers peut se targuer d'avoir vu naître et grandir 2 lauréats du prestigieux Prix Nobel. Charles Édouard Guillaume (1861-1938) s'est distingué en remportant le nobel de physique en 1920, et Daniel Bovet (1907-1992) a remporté le Nobel de médecine en 1957.
- La glacière de Monlési est une doline où se forme naturellement de la glace. On y accède à pied depuis les Sagnettes par un chemin pédestre balisé (15 min de marche). Cette zone est accessible à l'aide d'une échelle permettant de descendre sur la glace mais il est très dangereux de s'aventurer plus loin sans équipement (crampons entre autres).
- L’équipe du Val-de-Travers est la seule à pratiquer le bandy dans la Suisse[9],[10],[11].